# Хино
Хино е град в префектура Токио, Япония. Населението му е 88 990 жители (по приблизителна оценка от октомври 2018 г.), а площта му e 27,53 km². Намира се в часова зона UTC+9. Получава статут на град през 1963 г. Развит е железопътния транспорт и градът разполага и с магистрална инфраструктура.

## Побратимени градове
- Редлендс, САЩ